# Svidnička
Svidnička je obec na Slovensku v okrese Svidník.

## Vývoj názvu obce
- 1572 – Zydnicza, Szuygniczka
- 1618 – Swidniczka
- 1773 – Szvidniczka, Swidniczka
- 1786 – Swidnicschka
- 1808 – Szvidnicska, Swidníček
- 1863-1902 – Szvidnicska
- 1907-1913 – Kisfagyalos
- 1920 – Svidníčky
- 1927 – Svidnička

## Historie
Obec byla založena v rozpětí let 1553 až 1572 majiteli Makovického panství. Obec je v makovickém urbáři zmiňována v roce 1572. Po neúspěšném povstání Františka II. Rákocziho začátkem 18. století bylo makovické panství konfiskováno a rozděleno. Část majetků získal hrabě Aspremont, manžel Juliany Rákocziové, část Sirmaiovi a menší část Erdődyovi. Po změně majitele byl zvětšen útlak obyvatel, který v roce 1712 byl završen hromadným útěkem poddaných.
V roce 1787 měla obec 28 domů a 150 obyvatel; v roce 1828 měla 31 domů a 250 obyvatel.
Hlavním zdrojem obživy bylo zemědělství. K vesnickým řemeslům patřilo košíkářství, tesařství, tkalcovství, ale i kolářství a výroba šindelů. Obec byla v obou světových válkách velmi poškozena. Po 2. světové válce obyvatelé pracovali v průmyslových podnicích ve Svidníku. V 70. a 80. letech 20. století v obci úspěšně prosperovala zemědělská výroba, která měla rysy průmyslové výroby a v ní pracovalo značné množství místních občanů.

## Pamětihodnosti

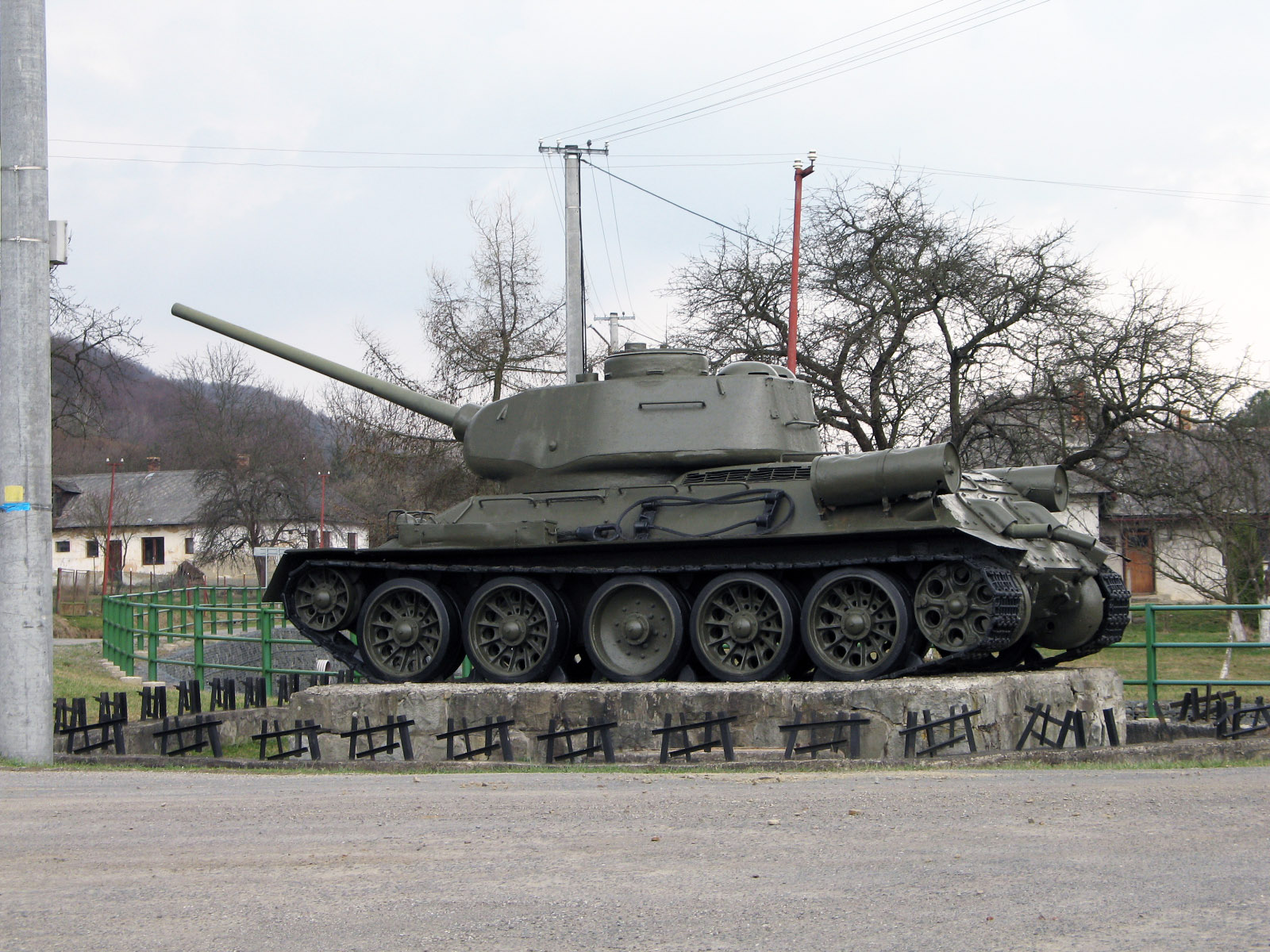
Tank T-34 vystavený ve Svidničce jako památník

- Řeckokatolický kostel sv. Michala archanděla (z roku 1815)

- Expozice bojové techniky v tzv. Údolí smrti (z doby Karpatsko-dukelské operace v roce 1944). V obci je v rámci památného místa instalován sovětský tank T-34.